# Kanadische Fußballnationalmannschaft (U-17-Junioren)
Die kanadische U-17-Fußballnationalmannschaft ist eine Auswahlmannschaft kanadischer Fußballspieler. Sie unterliegt der Canadian Soccer Association und repräsentiert sie international auf U-17-Ebene, etwa in Freundschaftsspielen gegen die Auswahlmannschaften anderer nationaler Verbände, bei CONCACAF U-17-Meisterschaften und U-17-Weltmeisterschaften.
Die Mannschaft wurde 2011 Vize-CONCACAF-Meister. Zudem erreichte sie fünfmal den dritten Platz bei CONCACAF-Meisterschaften.
Bei ihren sechs Weltmeisterschaftsteilnahmen schied sie jeweils in der Vorrunde aus, zuletzt 2011 in Mexiko und 2013 in den Vereinigten Arabischen Emiraten.

## Teilnahme an U-17-Weltmeisterschaften
(Bis 1989 U-16-Weltmeisterschaft)
| 1985 | nicht qualifiziert |
| 1987 | Vorrunde           |
| 1989 | Vorrunde           |
| 1991 | nicht qualifiziert |
| 1993 | Vorrunde           |
| 1995 | Vorrunde           |
| 1997 | nicht qualifiziert |
| 1999 | nicht qualifiziert |
| 2001 | nicht qualifiziert |
| 2003 | nicht qualifiziert |
| 2005 | nicht qualifiziert |
| 2007 | nicht qualifiziert |
| 2009 | nicht qualifiziert |
| 2011 | Vorrunde           |
| 2013 | Vorrunde           |
| 2015 | nicht qualifiziert |
| 2017 | nicht qualifiziert |
| 2019 | Vorrunde           |
| 2023 | Vorrunde           |

## Teilnahme an CONCACAF U-17-Meisterschaften
(1983–1988: CONCACAF U-16-Meisterschaft, 1999–2007: In zwei Gruppen ausgetragenes WM-Qualifikationsturnier)
| 1983 | nicht teilgenommen  |
| 1985 | 3. Platz            |
| 1987 | nicht teilgenommen  |
| 1988 | 3. Platz            |
| 1991 | Vorrunde            |
| 1992 | 3. Platz            |
| 1994 | 3. Platz            |
| 1996 | 4. Platz            |
| 1999 | 3. Platz (Gruppe B) |
| 2001 | 2. Platz (Gruppe A) |
| 2003 | 3. Platz (Gruppe B) |
| 2005 | 3. Platz (Gruppe B) |
| 2007 | 4. Platz (Gruppe B) |
| 2009 | Vorrunde            |
| 2011 | 2. Platz            |
| 2013 | 3. Platz            |
| 2015 | Vorrunde            |
| 2017 | Vorrunde            |
| 2019 | Halbfinale          |
| 2023 | Halbfinale          |